# Рафаель Тейт
Рафаель Орландо Тейт (народився 18 лютого 1984 року) — американський співак, автор пісень, танцюрист, музикант, продюсер і лідер групи. Його дебютний сингл «With Every Beat of My Heart» (Випущений в кінці 2017 року) займав 25-е місце в музичному чарті Billboard's Dance Club Songs в Америці.

## Ранній період життя
Рафаель виріс в окрузі Принс-Джордж, штат Меріленд, в в сім'ї, де крім нього було ще 10 дітей. Музикальність Рафаеля сформувалася в лоні його релігійної родини. Спочатку його надихали його батько Роберт і його мати Патриція, які проводили богослужіння в своїй місцевій мережі церков. Його батько також грав на саксофоні і професійно співав для груп R & B, перш ніж присвятити себе церкви в якості помічника пастора. Його старший брат Джоел також є професійним барабанщиком і перкусіоністом.
У дитинстві Рафаель був дуже тихим і сором'язливим дитиною, важко перенісши розлучення своїх батьків. Коли він вступив в старшу школу, він відчув більше впевненостів собі, так як його здатності як музиканта, так і спортсмена почали розвиватися в середній школі Кроссленда. Його успіхи на баскетбольному майданчику принесли йому багато можливостей для отримання стипендії в коледжі. Музика, проте, перетворилася в найбільшу пристрасть Рафаеля. Він приєднався до оркестру в середній школі і навчився читати, писати, аранжувати і складати музику. Рафаель починав як перкусіоніст і продовжував вивчати тубу / сузафон та досить швидко відзначився на тубі. Він отримав музичну стипендію для навчання в державному університеті Моргана в окрузі Балтимор, штат Меріленд. У цей період він знявся у фільмі «Глава держави» (2002) з духовим оркестром разом з його колегами. Після коледжу Рафаель подорожував по світу і врешті оселився на острові Кіпр. Він жив там протягом декількох років, розвиваючи свій талант, і, в результаті, став продюсером, співаком і лідером групи. Його відкрили Єва Ефрат (власник фірми зі зв'язків з громадськістю Arieli) і Джейсон Дауман.

## Музичні релізи
Пісня Рафаеля «З кожним ударом мого серця» була випущена в 2017 році і (за станом на січень 2018 року) займала 15-е місце в британському комерційному поп-чарті і 25-е місце в американському чарті Billboard's American Dance Club Songs Chart.. Спочатку ця пісня була написана Артуром Бейкером, Лотті Голден і Томмі Фарагером і стала відома у виконанні Тейлор Дейн в 1989 році. Рафаель переробив пісню за допомогою Jason Dauman, Dave Audé, Joe Gauthreaux, DJ Lean, SCOTTY BOY та Dan Boots.
Рафаель також недавно випустив сингл під назвою «Back To Your Heart», а також кавер на пісню Олівера Чітама «Get Down Saturday Night».

## Особисте життя
У Рафаеля є син на ім'я Міка Ісайя Тейт.